# Diecezja Ban Mê Thuột
Diecezja Ban Mê Thuột (łac. Diœcesis Banmethuotensis) – diecezja rzymskokatolicka w Wietnamie, z siedzibą w Ban Mê Thuột. Powstała w 1967 z terenów diecezji Đà Lat i diecezji Kon Tum.

## Główne świątynie
- Katedra: Katedra Najświętszego Serca Jezusowego w Ban Mê Thuột

## Lista biskupów
- Pierre Nguyễn Huy Mai † (1967 - 1990)
- Joseph Trịnh Chính Trực † (1990 - 2000)
- Joseph Nguyễn Tích Đức † (2000 - 2006)
- Vincent Nguyễn Văn Bản (2009 - 2022)
- John Baptist Nguyen Huy Bac (2024 - nadal)